# أم النور (جازان)
قرية أم النور، وهي إحدى قرى منطقة جازان وهي قرية سكنية صغيرة جداً ( سابقا تسمى أم النار ) تابعة لبلدية محافظة أبو عريش جنوب غرب المملكة العربية السعودية، تبعد 18 كم باتجاه الجنوب الشرقي من مدينة أبو عريش.

## الموقع
تقع قرية أم النور في منطقة زراعية وسط محافظة جازان، تبعد عن مدينة أبو عريش التابعة لها حوالي 18 كيلومتر جنوبا، وتبعد حوالي 50 كيلومترا بالاتجاه الجنوب الشرقي من مدينة جازان، عند خط طول 42 درجة وخط العرض 16 درجة.

## عدد سكانها التقريبي 500 نسمة
- القويعية
- البهاكله
- المصايدة

## وصلات خارجية
- بيانات المجلس البلدي من الأمانة العامة لشؤون المجالس البلدية.[وصلة مكسورة]
- حصر الخدمات بالمدن والقرى بمنطقة جازان.
- دليل الخدمات بمنطقة جازان.
- مصلحة الإحصاءات العامة والمعلومات.